# Athyana weinmanniifolia
Athyana weinmanniifolia är en kinesträdsväxtart som först beskrevs av Grisebach, och fick sitt nu gällande namn av Ludwig Radlkofer. Athyana weinmanniifolia ingår i släktet Athyana och familjen kinesträdsväxter. Inga underarter finns listade i Catalogue of Life.